# Барта (село)
Ба́рта (латыш. Bārta) — населённый пункт в Гробинском крае Латвии. Административный центр Бартской волости. Находится на региональной автодороге P113 (Гробиня — Барта — Руцава). Расстояние до города Лиепая составляет около 38 км. По данным на 2017 год, в населённом пункте проживало 275 человек. Есть волостная администрация, начальная школа, дом культуры, библиотека, магазин, почта, краеведческий музей.

## История
В советское время населённый пункт был центром Бартского сельсовета Лиепайского района. В селе располагалась центральная усадьба колхоза «Барта».